# Dominik Kopeć
Dominik Kopeć (Łuszczacz, 5 marzo 1995) è un velocista polacco.

## Palmarès
| Anno | Manifestazione    | Sede      | Evento      | Risultato  | Prestazione | Note                          |
| ---- | ----------------- | --------- | ----------- | ---------- | ----------- | ----------------------------- |
| 2014 | Mondiali juniores | Eugene    | 4×100 m     | Batteria   | 40"68       |                               |
| 2015 | Europei under 23  | Tallinn   | 100 m piani | 5º         | 10"50       |                               |
| 2015 | Europei under 23  | Tallinn   | 4×100 m     | Batteria   | dq          |                               |
| 2017 | World Relays      | Nassau    | 4×100 m     | Batteria   | 39"84       |                               |
| 2017 | Europei under 23  | Bydgoszcz | 100 m piani | Semifinale | 10"57       |                               |
| 2017 | Europei under 23  | Bydgoszcz | 4×100 m     | 6º         | 40"11       |                               |
| 2018 | Europei           | Berlino   | 100 m piani | Semifinale | 10"29       |                               |
| 2018 | Europei           | Berlino   | 4×100 m     | Batteria   | dq          |                               |
| 2019 | World Relays      | Yokohama  | 4×100 m     | Batteria   | dnf         |                               |
| 2021 | Europei indoor    | Toruń     | 60 m piani  | Semifinale | 6"69        |                               |
| 2021 | World Relays      | Chorzów   | 4×100 m     | Batteria   | 39"34       |                               |
| 2021 | World Relays      | Chorzów   | 4×200 m     | dq         | dq          |                               |
| 2022 | Europei           | Monaco    | 100 m piani | Semifinale | 10"23       |                               |
| 2022 | Europei           | Monaco    | 4×100 m     | Bronzo     | 38"15       | Record nazionale              |
| 2023 | Europei indoor    | Istanbul  | 60 m piani  | 4º         | 6"53        | Miglior prestazione personale |
| 2023 | Mondiali          | Budapest  | 100 m piani | Semifinale | 10"15       |                               |
| 2023 | Mondiali          | Budapest  | 4x100 m     | Batteria   | dnf         |                               |
| 2024 | Europei           | Roma      | 100 m piani | Semifinale | 10"28       |                               |
| 2024 | Europei           | Roma      | 4×100 m     | Finale     | dnf         |                               |
| 2025 | World Relays      | Guangzhou | 4x100 m     | Finale     | dnf         |                               |

## Altre competizioni internazionali
2018
- 7º all'Athletics World Cup ( Londra), 4×100 m - 38"91

2019
- Campionati europei a squadre di atletica leggera ( Bydgoszcz)

2021
- Campionati europei a squadre di atletica leggera ( Chorzów)